# Acta Sanctorum

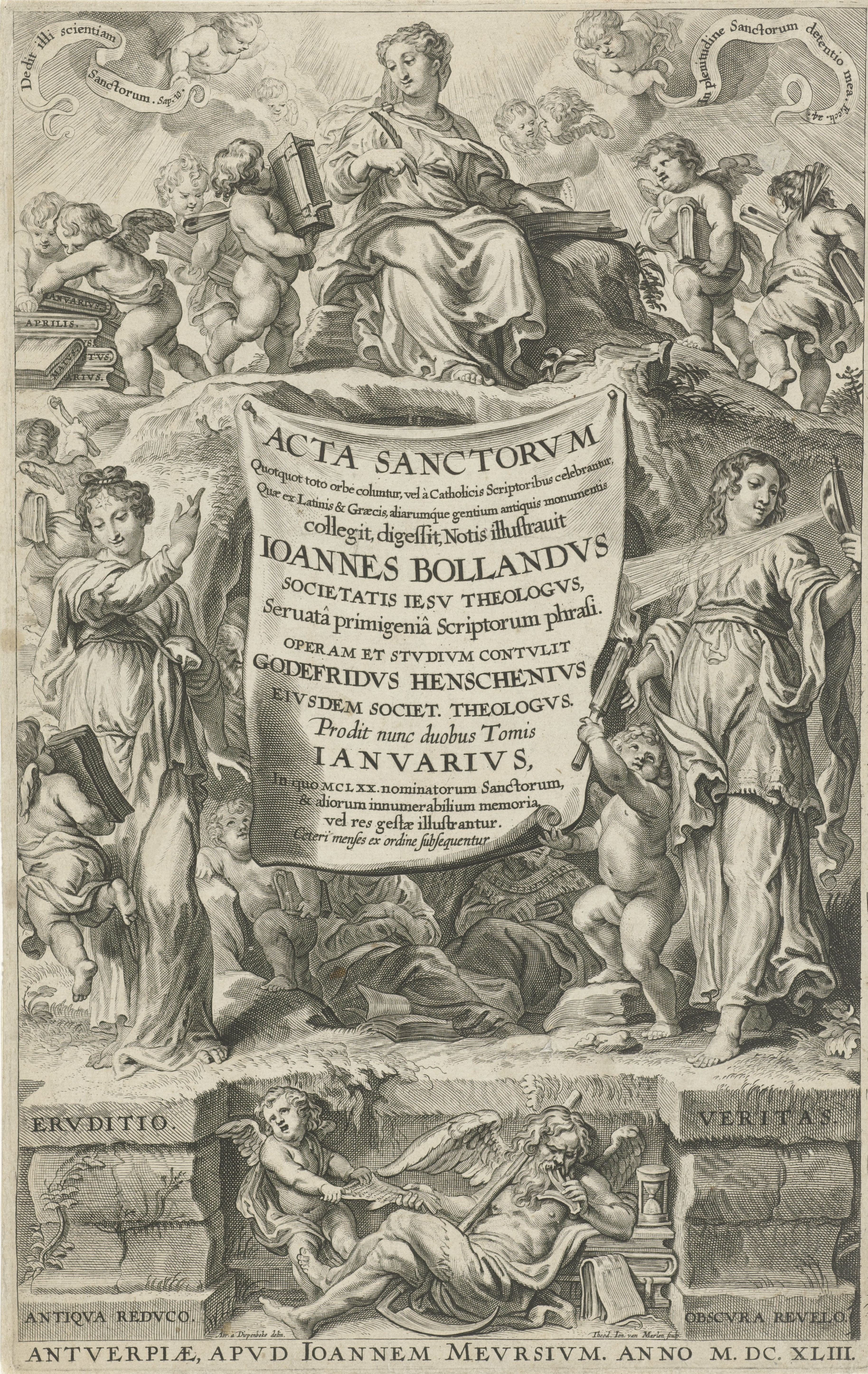
Acta Sanctorum, uitgegeven in 1643

De Acta Sanctorum zijn de kritische uitgaven van heiligenlevens in de gelijknamige reeks die sinds de 17e eeuw eerst te Antwerpen, nu te Brussel, wordt verzorgd door de bollandisten, een historisch instituut van de jezuïeten.

## Geschiedenis
In de 16e eeuw was er kritiek ontstaan op de Katholieke Kerk, met name ook op de wildgroei in de verering van heiligen en hun relieken. De reformatoren stelden dat katholieken kritiekloos alle informatie over heiligen voor waar zouden houden, en dat de heiligenverering bij hen meer plaats kreeg dan het geloof in Jezus Christus. Nadat de Reformatie in Europa flink terrein had gewonnen, begon de Kerk in de Contrareformatie vanaf het Concilie van Trente aan een tegenoffensief. Daarbij hoorde ook historisch onderzoek, zoals kardinaal Caesar Baronius dat ondernam. In de Nederlanden nam de jonge jezuïet Heribert Rosweyde (1569-1629) zich voor om de vele levensbeschrijvingen van heiligen kritisch te onderzoeken op hun waarheidsgehalte, vervalsingen te ontmaskeren en de teksten van heiligenlevens in hun meest betrouwbare vorm uit te geven. Erg ver in die opzet komt hij echter niet. Na de dood van Rosweyde moest Jean Bolland (Johannus Bollandus, 1596-1665) uitmaken of het project van Rosweyde realiseerbaar was. Bollandus besliste dat dit het geval was, maar stelde een aantal uitdiepingen voor. Dit maakte dat hij een medewerker nodig had, en die positie werd ingevuld door Godfried Henskens (Godefridus Henschenius). Na de dood van Bollandus zou hij de leiding overnemen. Na de opheffing van de jezuïeten in 1773 verhuisden de bollandisten naar Brussel. In 1788 werden ook de bollandisten opgeheven. De bollandisten zetten hun werk tot 1794 echter voort bij de norbertijnen in de abdij van Tongerlo. Onder Frans bewind werden al pogingen ondernomen om de Acta Sanctorum nieuw leven in te blazen, maar de bollandisten gingen pas echt opnieuw van start na de onafhankelijkheid van België. Pas in 1845 verscheen er weer een deel van de Acta Sanctorum. Tegenwoordig werken zij in de Koninklijke Bibliotheek te Brussel.
In 1643 verschenen de eerste delen van de Acta Sanctorum (Latijn voor Handelingen der Heiligen). Het werk is geordend naar de feestdag van de heiligen, te beginnen met de maand januari. Tot nu toe zijn er 68 delen in folioformaat verschenen. In 1940 verscheen een inleidend deel, Propylaeum, voor de maand december. In het deel voor december, dat sinds jaren op stapel staat, moet onder andere de hagiografie rond Sint-Nicolaas ontrafeld en geordend worden.
Het hoge peil van de inleidingen en tekstuitgaven dwong al spoedig respect af, en vergissingen deden daar niet aan af. De bollandist Daniël van Papenbroeck (Daniel Papebrochius,  (1628-1714) meende dat vele Merovingische oorkonden en heiligenlevens door benedictijnen vervalst waren. Dit leidde tot een zeer gedegen reactie door de benedictijn Dom Jean Mabillon, die vervolgens in zijn De re diplomatica (1681) de oorkondeleer als historische hulpwetenschap grondvestte. In dit boek ontwikkelde hij een methode voor het onderscheiden van echte van valse oorkonden, het discrimen veri ac falsi. Van Papenbroeck bekende ruiterlijk zijn ongelijk. De bollandistische ijver en de mauristische verdediging hieromtrent kwam onder andere voor uit het feit dat de Jezuïeten veel recenter waren en dergelijke boude uitspraak hun eigen geschiedenis niet beïnvloedde, wat voor de Benedictijnen van Saint-Maur wel het geval was. De bollandisten werkten in de 18e eeuw met name samen met de benedictijnse congregatie van Saint-Maur, wier leden vele kerkhistorische studies en bronnenuitgaven verzorgden. In de 19e eeuw konden filologen de methode der tekstkritiek, die de bollandisten hadden helpen ontwikkelen, verfijnen.
De bollandisten geven behalve de Acta Sanctorum een eigen tijdschrift uit, de Analecta Bollandiana. Ook verzorgen ze de Bibliographia Hagiographica Latina, de onmisbare bibliografie rond die heiligenlevens.